# Суршджан
Суршджа́н (перс. سورشجان‎) — город на юго-западе Ирана, в провинции Чехармехаль и Бахтиария. Входит в состав шахрестана Шехре-Корд.
На 2006 год население составляло 11 124 человека; в национальном составе преобладают бахтиары, в конфессиональном — мусульмане-шииты.
Альтернативные названия: Сорешджан (Soreshjan), Сурешджан (Sureshjan, Sooresh Jan).

## География
Город находится на северо-востоке Чехармехаля и Бахтиарии, в горной местности центрального Загроса, на высоте 2 091 метра над уровнем моря.
Суршджан расположен на расстоянии приблизительно 15 километров к западу от Шехре-Корда, административного центра провинции и на расстоянии 355 километров к юго-западу от Тегерана, столицы страны.